# Tacciana Kuchta
Tacciana Kuchta (ur. 13 czerwca 1990 w Kobryniu) – białoruska wioślarka.

## Osiągnięcia
- Mistrzostwa Europy – Ateny 2008 – ósemka – 3. miejsce[1].
- Mistrzostwa Europy – Ateny 2008 – dwójka bez sternika – 3. miejsce[1].
- Mistrzostwa Świata – Poznań 2009 – czwórka podwójna – 8. miejsce[1].
- Mistrzostwa Europy – Brześć 2009 – dwójka podwójna – 5. miejsce[1].
- Mistrzostwa Europy – Montemor-o-Velho 2010 – dwójka podwójna – 4. miejsce[1].